# Джура
Джу́ра (гэльск. Diùra, англ. Jura) — остров в архипелаге Внутренние Гебриды, на западе Шотландии. Административно принадлежит округу Аргайл-энд-Бьют. Расположен к северо-востоку от острова Айлей, с которым соединён паромной переправой. Севернее лежит Скарба.

## Население
По данным переписи 2011 года на острове проживает 196 человек. Основной населённый пункт — Крейгхаус, в котором расположены винокурня Isle of Jura, отель, магазин и церковь.

## Факты
- С 1946 г. на острове проживал писатель Джордж Оруэлл. Там он в августе-декабре 1948 года закончил свой знаменитый роман 1984.
- На острове производится виски Isle of Jura.